# مباراة الدماء في الماء

إرفين زادور بعد انتهاء المباراة، ويُرى الدم يتدفق من وجهه بسبب جرح أسفل عينه اليمنى، كما يُرى واضحاً في الصورة.

مباراة «الدماء في الماء» (بالمجرية: Melbourne-i vérfürdő)، (الروسية: Кровь в бассейне)، أو «حمام دماء ميلبورن»، كانت مباراة في كرة الماء جرت بين المجر والاتحاد السوفيتي ضمن الألعاب الأولمبية الصيفية لعام 1956م في مدينة ملبورن بأستراليا، وتُعد المباراة الأشهر في تاريخ كرة الماء. أُقيمت المباراة بعد انتهاء الثورة المجرية عام 1956م بعدة أيام، وهَزَمَ المنتخبُ المجري منتخبَ الاتحاد السوفيتي بنتيجة 4-0. استخدمت وسائل الإعلام اسم المباراة هذا بعدما خرج اللاعب المجري إرڤين زادور (7 يونيو 1934م - 28 أبريل 2012م) (بالمجرية: Ervin Zádor) من المسبح والدم يتدفق من وجهه بسبب جرح أسفل عينه اليمنى.

## الخلفية
في 23 أكتوبر 1956م، تصاعدت مظاهرة صغيرة من الطلاب إلى انتفاضة كاملة ضدّ الحكومة السوفيتية في بودابست. لبضعة أيام تبين بأنّ المجر كانت قادرة على تحرير نفسها من قبضات الاتحاد السّوفيتي. ولكن في 1 نوفمبر، بدأت الدبابات السوفيتية بالذهاب إلى المجر، ومن 4 نوفمبر إلى 10 نوفمبر، بدأت القوات بإيقاف الانتفاضة بواسطة إستراتيجية أسلحة الضربات الجويّة، والقصف والمدفعي، وتنسيق أعمال المشاة والدبابات.
في أثناء الانتفاضة، كان فريق كرة الماء المجري في معسكر تدريبي جبلي فوق بودابست وكانوا قادرين على سماع الإطلاق الناري ورؤية الأدخنة. كان منتخب المجر حامل اللقب الأولمبي لكرة الماء في الأولمبياد السابق؛ وقد بقي على الألعاب الأولمبيّة الصيفية في ملبورن أقل من شهرين، فتحرّكوا بسرعة إلى حدود تشيكوسلوفاكيا لتفاديهم الانغماس في الثورة. علم اللاعبون بالمدى الحقيقي للانتفاضة فقط بعد الوصول إلى أستراليا، وقد كانوا جميعا متلهّفين لمعرفة أخبار أصدقائهم وعوائلهم.

## المباراة
مع بداية الألعاب الأولمبيّة، تم معاملة الانتفاضة بقسوة، ورأى العديد من اللاعبين أن الألعاب الأولمبيّة قد تكون طريقة لإنقاذ بعض الفخر لبلادهم. قال زادور بعد المباراة: «شعرنا بأنّنا كنّا نلعب ليس فقط لأنفسنا ولكن لبلادنا كلها». مع حلول الوقت، أصبحت المجموعة الدولية مدركة لوحشية الردّ السوفيتي على الانتفاضة المجرية، وقد كان الفريق الأوليمبي المجري مبتهجاً حينما ينافس. أجريت مباراة «الدماء في الماء» أمام حشد تحزبي مساند للمجريين المنفيين، والعديد منهم كانوا في صالة الملاكمة قبل أيام قليلة لرؤية لازلو باب وهو يربح ميداليته الذهبية الثالثة.
كانت المباراة في البداية لقاء عادي جداً مع تبادل الركلات واللكمات. أحرز اللاعب المجري اللامع زادور هدفين ليبتهج الحشد. حينما تقدم المنتخب المجري بنتيجة 4 - 0 قبل حلول الدقائق النهائية، أُجبر زادور على ترك البركة بعد أن ضربه فالانتاين بروكوبوف. جرح زادور كان القشّة الأخيرة للحشد الذي كان أصلاً في حالة هيجان، ولتفادي اندلاع اضطرابات، توقفت المباراة قبل دقيقة واحدة ودخلت الشرطة الصالة. انتشرت صور إصابات زادور في الصحافة حول العالم وهي التي تولت إعلامياً إلى اسم «الدماء في الماء»، بالرغم من أن التقارير أشارت بأن تغير لون الماء إلى اللون الأحمر قد تكون مبالغة.
استمرّ تقدّم المجريين بهزيمة يوغسلافيا 2 - 1 في النهائي، ليربحوا ميداليتهم الذهبية الأوليمبية الرابعة. بعد انتهاء الألعاب الأوليمبيّة، غادر نصف الوفد الأوليمبي المجري المكون من 100 شخص.
في عام 2006م، وبمناسبة الذكرى الخمسين للثورة المجرية 1956م، أُصدِرَ فيلمٌ وثائقيٌ اسمه «غضب الحرية» عن قصّة المباراة. الفيلم من إنتاج لوسي ليو وكوينتن تارانتينو، الذين وصفا القصة «بأفضل قصة» رُويت لهم. وكان راوي الفيلم الوثائقي هو مارك سبيز، الذي دربه زادور عندما كان مراهقاً.